# Conștiința unui rege
„Conștiința unui rege” este un episod din Star Trek: Seria originală care a avut premiera la 8 decembrie 1966.

## Prezentare
În timp ce își vizitează un vechi prieten, Kirk află că un actor shakespearean ar putea fi de fapt fostul guvernator criminal al planetei pe care el crescuse. Kirk invită trupa de actori la bordul navei Enterprise pentru a putea face investigații. Dar nu peste mult timp, cineva încearcă să-i asasineze pe Kirk și pe alt membru al echipajului, care fusese martor ocular al crimelor guvernatorului.